# Elektronisches Siegel
Elektronische Siegel sind mit elektronischen Informationen verknüpfte Daten, mit denen man die Authentizität und die Integrität der gesiegelten elektronischen Informationen prüfen kann. In Abgrenzung zu elektronischen Signaturen werden elektronische Siegel z. B. durch Behörden und Unternehmen angebracht.

## Elektronisches Siegel nach der eIDAS-Verordnung
Elektronische Siegel sind – technisch mit elektronischen Signaturen vergleichbare – Informationen und Daten, die einer juristischen Person zugeordnet werden können. Die eIDAS-Verordnung unterscheidet bei elektronischen Siegeln die gleichen Stufen wie bei elektronischen Signaturen:
- elektronisches Siegel
- fortgeschrittenes elektronisches Siegel
- qualifiziertes elektronisches Siegel

Elektronische Signaturen sind einer natürlichen Person zugeordnet und werden bei der Abgabe von Willenserklärungen genutzt, während elektronische Siegel einer juristischen Person zugeordnet sind und überall dort, wo keine Unterschrift erforderlich ist, als Nachweis der Herkunft der Daten dienen (z. B. Kontoauszüge, Urkunden oder amtliche Bescheide).
Für ein qualifiziertes elektronisches Siegel gilt nach Art. 35 Abs. 2 der eIDAS-Verordnung die Vermutung 
- der Unversehrtheit der Daten und
- der Richtigkeit der Herkunftsangabe der Daten,

mit denen das qualifizierte elektronische Siegel verbunden ist.